# Тернопільська загальноосвітня школа № 20
Тернопільська загальноосвітня школа І-ІІІ ступенів № 20 — середній освітній комунальний навчальний заклад Тернопільської міської ради в м. Тернополі Тернопільської області.

## Історія
Школа заснована в 1982 році.
Першим директором школи був Сусла Петро Олексійович (1982—1983), наступним – Кононюк  Ярослав  Петрович (1983—2009). З 2009 р. школу очолює Фірма Зіновій Євгенович.
З 12 квітня 1991 р. носила ім'я українського поета Василя Симоненка.
В 2018 р. школі присвоєно ім'я Р. Муляра.

## Сучасність

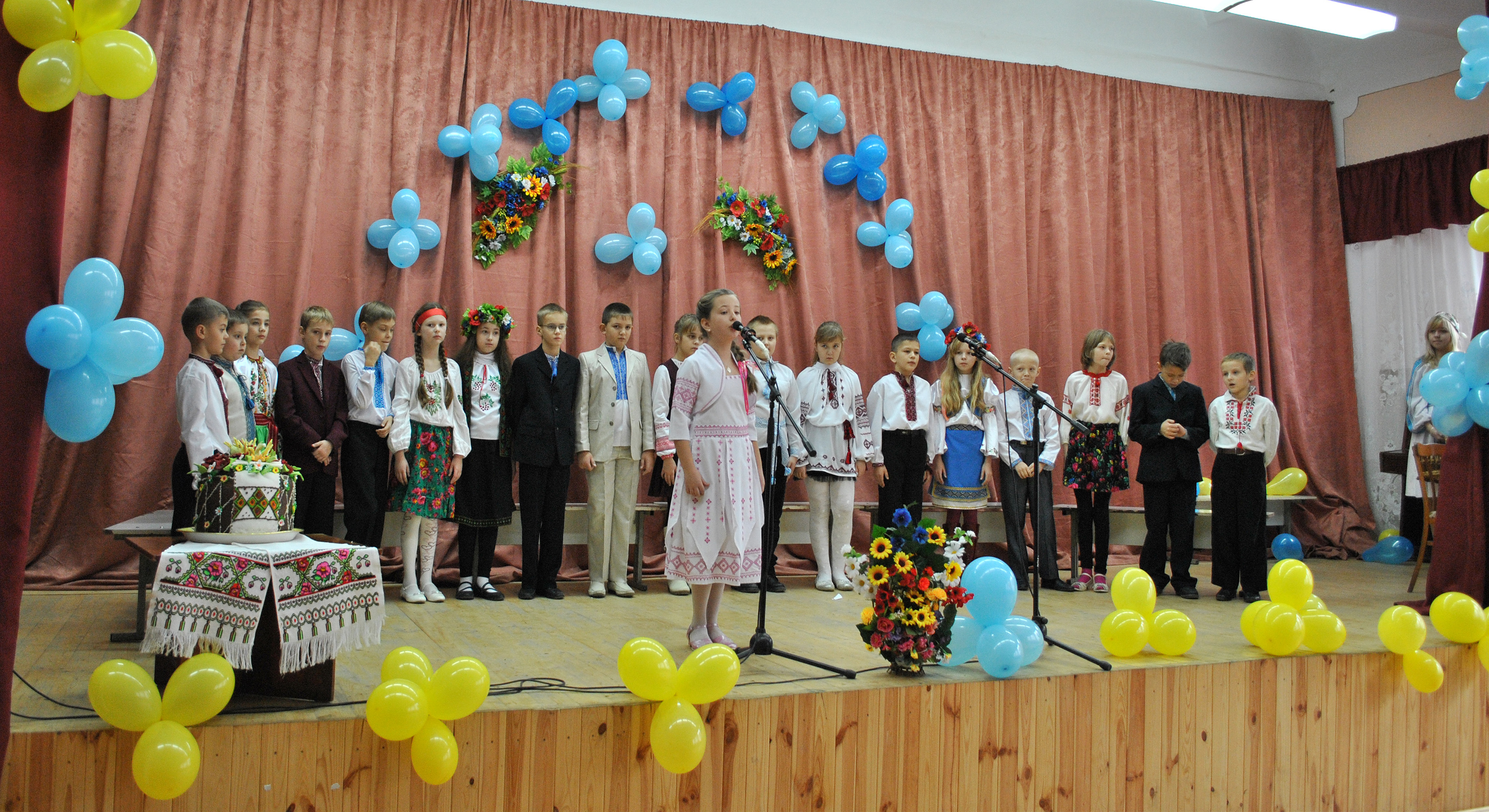
Виступають учні школи

У 21 класі школи навчається 551 учень.
У школі діє українофілологічний профіль навчання, викладають англійську та німецьку мови.

## Педагогічний колектив
- Зіновій Євгенович Фірман — директор